# Semiothisa tattaria
Semiothisa tattaria är en fjärilsart som beskrevs av Swinhoe 1904. Semiothisa tattaria ingår i släktet Semiothisa och familjen mätare. Inga underarter finns listade i Catalogue of Life.